# 2003 sur Internet
Cet article présente les faits marquants de l'année 2003 sur Internet.

## Évènements

### Août
- Création du réseau social Myspace[1].

### Septembre
- 12 septembre : lancement de la plateforme de distribution de contenu en ligne Steam.